# موزیک ۸ بعدی

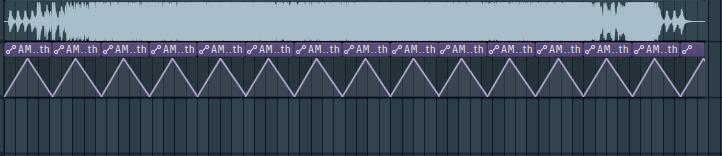
ریتم موزیک ۸ بُعدی

صدای ۸ بعدی (به انگلیسی: 8D Sound) نوعی صدای پردازش‌شده‌است که از هشت جهت مختلف شنیده‌می‌شود و در بهترین حالت با هدفون قابل تشخیص است. ترجمه ۸ بعد اصطلاح غلطی است ولی علت انتخاب نام صدای هشت‌بعدی برای این نوع از صدا این است که برای تولید آن، جهت و مسیر پخش صدا به‌طور مداوم و در بازه‌های زمانی کوتاه در ۸ جهت مختلف تغییر کرده و باعث تغییر میزان شنیده‌شدن صدا از یک جهت خاص می‌شود. در واقع 8D از 8 directions می‌آید.

## ویژگی‌ها
صداهای ۸دی، برخلاف نام آن‌ها، هشت‌بعدی نیستند و در واقع صداهایی هستند که از ۸ جهت مختلف شنیده می‌شوند و صرف نظر از اینکه موسیقی مورد نظر در ابتدا به‌صورت هشت بعدی ساخته شده‌باشد یا خیر، شنونده را در یک محیط احاطه شده با صدا قرار می‌دهند. از آنجا که این نوع صداها از بیش از هشت طرف قابل شنیدن هستند، می‌توان آن‌ها را نوعی صدای سه‌بعدی یا فراگیر نیز در نظر گرفت. با این تفاوت که اصوات با ویژگی‌های هشت‌بعدی از بالا و پایین نیز شنیده می‌شوند. در واقع علت نام‌گذاری این نوع طراحی صدا با نام هشت‌بعدی این است که برای ساخت آن، جهتی که صدا از آن پخش می‌شود در بازه‌های زمانی کوتاه به‌طور مداوم در ۸ جهت مختلف تغییر می‌کند و در نتیجهٔ این تغییر، صدا از یک جهت مشخص بیشتر شنیده می‌شود.

## پیشینه
این نوع صدای چند بعدی که در واقع با نام فنی «صدای آمبی‌سونیک» (به انگلیسی: Ambisonic Sound) یا «صدای فضا-صوتی» شناخته می‌شود، در ابتدا برای استفاده در محتوای واقعیت مجازی شکل گرفته‌است تا به ترسیم فضای سه‌بعدی بهتر در این نوع محتوا کمک کند.

## شیوه تولید
صدای هشت‌بعدی ابتدا به‌وسیلهٔ ضبط مجازی صدا در مرکز یک کمان کره‌ای مجازی و سپس تعریف خصوصیات صدا در موقعیت‌های مختلف این کمان، و پس از آن تقسیم‌بندی صدا در کانال‌های چپ/راست و تفکیک بهرهٔ آن در کانال‌های مختلف تولید می‌شود. نرم‌افزارهایی جهت ساخت آسان‌تر صدای هشت‌بعدی توسعه یافته‌اند که از جملهٔ آن‌ها می‌توان به نرم‌افزار ویرایش صدای اودسیتی، و نرم‌افزار اف‌ال استودیو پلاگین‌های ایمبو اوربیت و دیر وی‌آر میکرو، تولید شرکت سنهایزر اشاره کرد.

## صدا و تکنولوژی 8D چیست؟
صدای 8D به معنای صدایی است که هشت بُعد را پوشش می‌دهد. برای شنیدن درست یک صدا وجود دو بُعد کافی است اما مهندسان صدا با اضافه کردن حالت‌های مختلف روی صدا، بُعد سوم نیز به آن اضافه کردند تا صدایی واقعی تر و طبیعی تر به گوش ما برسد. اما مهندسان به این نقطه اکتفا نکرده‌اند و صداهایی با ۸ بُعد یا حتی بیش از آن را ساخته‌اند. برای درک کامل این صداها باید از هدفون‌های با کیفیت استریو استفاده کنید. در این نوع صداها، شما فاصله‌ها، جهت صدا، ارتفاع و هر چیز دیگری را مانند دنیای واقعی حس خواهید کرد.

## نمونه‌های صداهای چند بُعدی
برای این که بهتر با مفهوم تکنولوژی 8D آشنا شوید، صداهای زیر که شامل صدا با بُعدهای مختلف هستند را گوش کنید. قبل از پخش کردن لازم است ذکر شود که باید از هدفون استفاده کنید و ترجیحاً در محیطی آرام و با صدای تقریباً بلند گوش کنید.
اولین نمونه صدای چند بُعدی ساخته شده در یک مغازه پیرایشگاه می‌باشد. شما با گوش دادن این صدا خود را کاملاً در مغازه و در حال اصلاح شدن حس خواهید کرد! این صدای چند بُعدی مشهور، طوری طراحی شده‌است که چرخش ماشین اصلاح، قیچی و محیط سالن را به خوبی زمانی که خودتان در حال اصلاح موی سر هستید، درک می‌کنید.